# Romuald Putryński
Romuald Putryński (ur. 28 października 1893, zm. 13 listopada 1965 w Warszawie) – polski urzędnik konsularny.
Był zatrudniony w Komisariacie Generalnym Zarządu Cywilnego Ziem Wschodnich w Wilnie (1919–1920). Wstąpił do polskiej służby zagranicznej pełniąc cały szereg funkcji m.in. sekretarza konsularnego poselstwa w Moskwie (1921–1922), w Ministerstwie Spraw Zagranicznych (1922–1925), sekretarza/attaché konsularnego w Lille (1925–1928), wicekonsula/kier. wydz. konsularnego poselstwa w Buenos Aires (1928–1929), wicekonsula w Zurychu (1929–1931), w MSZ (1931–1933), wicekonsula/kier. konsulatu w Ełku (1933–1935), radcy w centrali MSZ (1935–1938), konsula w Wiedniu (1938), konsula i kier. wydz. konsularnego poselstwa w Rydze (1938–1939).
W służbie zagranicznej pozostawał też w okresie Polsce Ludowej, np. pełniąc funkcję konsula w Lyonie (1946). 